# Denis Grondin

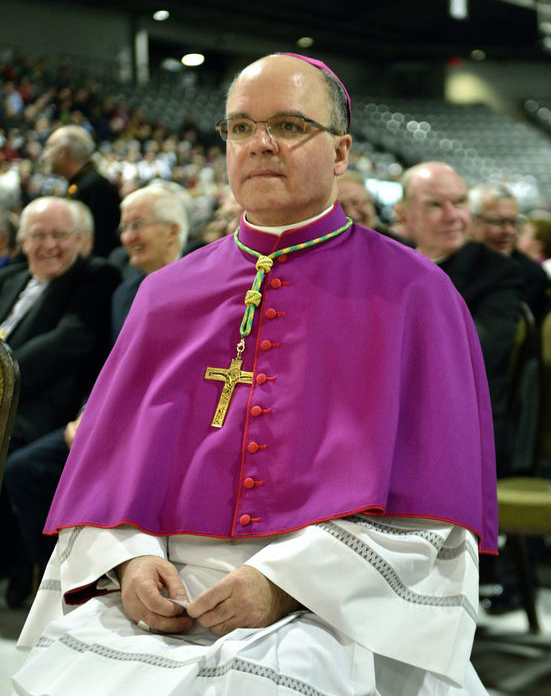
Denis Grondin

Wappen von Denis Grondin

Denis Grondin (* 23. Oktober 1954 in Rimouski) ist ein kanadischer Geistlicher und römisch-katholischer Erzbischof von Rimouski.

## Leben
Der Erzbischof von Québec, Louis-Albert Kardinal Vachon, spendete ihm am 21. Mai 1989 das Sakrament der Priesterweihe. Anschließend war Grondin als Kaplan und Schulseelsorger sowie als Pfarradministrator und Leiter des Seelsorgeteams in verschiedenen Pfarreien des Erzbistums Québec tätig. Ab 2005 war er zudem Seelsorger am Gesundheits- und Sozialzentrum in Charlevoix. Vor seiner Ernennung zum Bischof war er schließlich Pfarrer von zehn Pfarreien in der Region Charlevoix.
Papst Benedikt XVI. ernannte ihn am 12. Dezember 2011 zum Weihbischof in Québec und Titularbischof von Camplum. Die Bischofsweihe spendete ihm der Erzbischof von Québec, Gérald Cyprien Lacroix ISPX, am 25. Februar des folgenden Jahres in der Basilika von Sainte-Anne-de-Beaupré; Mitkonsekratoren waren Paul Lortie, Bischof von Mont-Laurier, und Gilles Lemay, Bischof von Amos.
Am 4. Mai 2015 ernannte ihn Papst Franziskus zum Erzbischof von Rimouski. Die Amtseinführung fand am 14. Juni desselben Jahres statt.